# Parc naturel Defileul Mureșului Superior
Le Parc naturel Defileul Mureșului Superior (en roumain : Parcul Natural Defileul Mureșului Superior) est une aire protégée (parc naturel de la catégorie V IUCN superposée à la  réserve naturelle « Defileul Deda-Toplița »)  située dans Roumanie, dans le territoire administratif de comté Mureș.

## Localisation
Le parc naturel est situé dans le cours supérieur de la rivière Mureș, dans la partie nord-est du comté, sur le territoire administratif des communes Deda, Răstolița, Lunca Bradului et Stânceni.

## Description
Le Parc naturel Defileul Mureșului Superior avec une superficie de 9 156 ha a été déclaré aire protégée par la Décision du Gouvernement numéro 1145 du 18 septembre 2007 (publié dans Monitorul Oficial numéro 691 du 11 octobre 2007) et représente une zone avec une grande variété de la flore et la faune.